# Bhoutan aux Jeux olympiques d'été de 2008
 (mars 2023).
Si vous disposez d'ouvrages ou d'articles de référence ou si vous connaissez des sites web de qualité traitant du thème abordé ici, merci de compléter l'article en donnant les références utiles à sa vérifiabilité et en les liant à la section « Notes et références ».
Le Bhoutan a participé aux Jeux olympiques d'été de 2008 à Pékin.

## Athlètes engagés

### Tir à l'arc
Le Bhoutan envoie des archers aux Jeux olympiques pour la septième fois. Il s'agit de Tashi Peljor et Droji Dema.